# Canzonissima '68
Canzonissima '68 es el duodécimo álbum de la cantante italiana Mina, el primero de estudio publicado en diciembre de 1968 por la discográfica PDU iniciada por Mina y su padre en 1967.
Todas las canciones que componen este álbum fueron presentadas por la cantante en 1968 durante la transmisión del programa Canzonissima, incluyendo el tema de cierre Vorrei che fosse amore y el tema inicial Zum Zum Zum (en realidad cantada por Mina en 1967 en un episodio del programa anterior Sabato sera, pero en el año 1968 la cantó en Canzonissima con un coro de cantantes formado por los participantes de dicha transmisión). Todas las pistas de este LP habían sido publicadas previamente como sencillos, excepto E sono ancora qui.
Este álbum ha sido reeditado y remasterizado en diversas ocasiones. 

## Lista de canciones
| N.º | Título                                   | Duración |  |
| 1.  | «Zum Zum Zum»                            | 2:41     |  |
| 2.  | «Io innamorata»                          | 2:59     |  |
| 3.  | «Sacumdì, sacumdà (Nem vem que não tem)» | 2:37     |  |
| 4.  | «Né come né perché»                      | 4:17     |  |
| 5.  | «Un colpo al cuore»                      | 3:19     |  |
| 6.  | «La voce del silenzio»                   | 3:23     |  |
| 7.  | «Vorrei che fosse amore»                 | 2:31     |  |
| 8.  | «Quand'ero piccola»                      | 2:53     |  |
| 9.  | «Deborah»                                | 2:58     |  |
| 10. | «Fantasia (Fantasy)»                     | 3:03     |  |
| 11. | «Niente di niente (Break your promise)»  | 3:14     |  |
| 12. | «E sono ancora qui»                      | 2:29     |  |

- Datos: Q3656589